# Como la flor
«Como la flor» es una canción interpretada por la cantante estadounidense Selena. Escrita por A. B. Quintanilla y Pete Astudillo, fue lanzada como el segundo sencillo de su tercer álbum de estudio Entre a mi mundo (1992). La inspiración para la canción surgió de Quintanilla, quien, en un concierto en Sacramento, California, en 1982, observó a una familia vendiendo flores de plástico iluminadas. Una década después, Quintanilla fue tomado por una melodía pegadiza y, de manera abrupta, salió de la ducha en un hotel en Bryan, Texas, para recrearla en un teclado junto a Astudillo. Quintanilla completó la música en solo 20 minutos, mientras que Astudillo tomó una hora adicional para escribir la letra. «Como la flor» es una pieza de cumbia tejana de ritmo acelerado, que fusiona elementos tropicales con toques de reggae y pop. La letra describe los sentimientos de una protagonista femenina que se dirige a su antiguo amante, quien la abandonó por otra persona. La narradora expresa su incertidumbre sobre la posibilidad de amar de nuevo, mientras, al mismo tiempo, le desea lo mejor a su expareja y a su nueva pareja.
«Como la flor» fue recibida con gran aclamación por parte de la crítica musical, quienes elogiaron la potente interpretación de Selena sobre las conmovedoras letras de desamor y pérdida. En los Premio Lo Nuestro de 1993, la canción ganó el galardón a «Canción del año» en la categoría de Regional Mexicano. Fue nominada a «Sencillo del Año» en los Tejano Music Awards de 1993, pero fue eliminada en las rondas preliminares, un movimiento que el crítico musical René Cabrera criticó abiertamente. La canción alcanzó el número seis en el listado Billboard Hot Latin Songs y se convirtió en una de las piezas más tocadas en estaciones de radio de música latina en Texas. Tras la gira de prensa de Selena en Monterrey, México, organizada por el ejecutivo musical José Behar, «Como la flor» subió al número tres en la lista Grupera Songs de México, marcando su primer gran éxito comercial en el país.
Luego de incluirla en el repertorio de sus conciertos, «Como la flor» rápidamente ganó popularidad y se convirtió en un elemento fundamental de sus presentaciones en vivo, donde frecuentemente la interpretaba como apertura o cierre. Durante sus interpretaciones, Selena solía comenzar la canción en un tempo lento y melancólico, acompañando con un floreo de mano inspirado en el flamenco. Al pasar a la sección más animada, exclamaba «¡cómo me duele!» mientras se golpeaba el pecho, imbuyendo la canción de una profunda resonancia emocional. La presencia escénica de Selena, su coreografía y su interpretación matizada de los temas de desamor y resiliencia fueron alabadas por críticos musicales y académicos, quienes destacaron su habilidad para capturar la esencia del duelo latino en sus interpretaciones. «Como la flor» fue el número final del último concierto en vivo de Selena en Bryan, el 19 de marzo de 1995; fue asesinada a sangre fría por Yolanda Saldívar el 31 de marzo.
«Como la flor» se convirtió en una de las canciones más populares grabadas por una artista de ascendencia mexicana en Estados Unidos. En 2018, Rolling Stone la incluyó entre las mejores canciones de pop latino. Diversos artistas han interpretado versiones de la pieza, entre ellos Jackie Cruz, Ángela Aguilar y Cristian Castro. Las interpretaciones de Selena de esta canción fueron dramatizadas por Jennifer Lopez en la película biográfica de Warner Bros. de 1997 y en 2020 por Christian Serratos en Selena: The Series de Netflix. El escritor del The New York Times Joe Nick Patoski tituló su biografía de Selena en honor a la canción. Las críticas contemporáneas han sido positivas; el ensayista Ilan Stavans afirmó que el surgimiento del pop latino en Estados Unidos en la década de 1990 se debe a la popularidad de «Como la flor». La académica Deborah Parédez elogió a Selena por innovar al fusionar géneros no explorados de la música afroamericana con el género tejano, lo cual, según ella, contribuyó al éxito de la canción. La Recording Industry Association of America (RIAA) ha certificado «Como la flor» 9× Platino (Latino). Actualmente, la canción ostenta el récord mundial Guinness por la mayor cantidad de videos de personas sincronizando labios con una sola canción en una hora.

## Antecedentes e inspiración

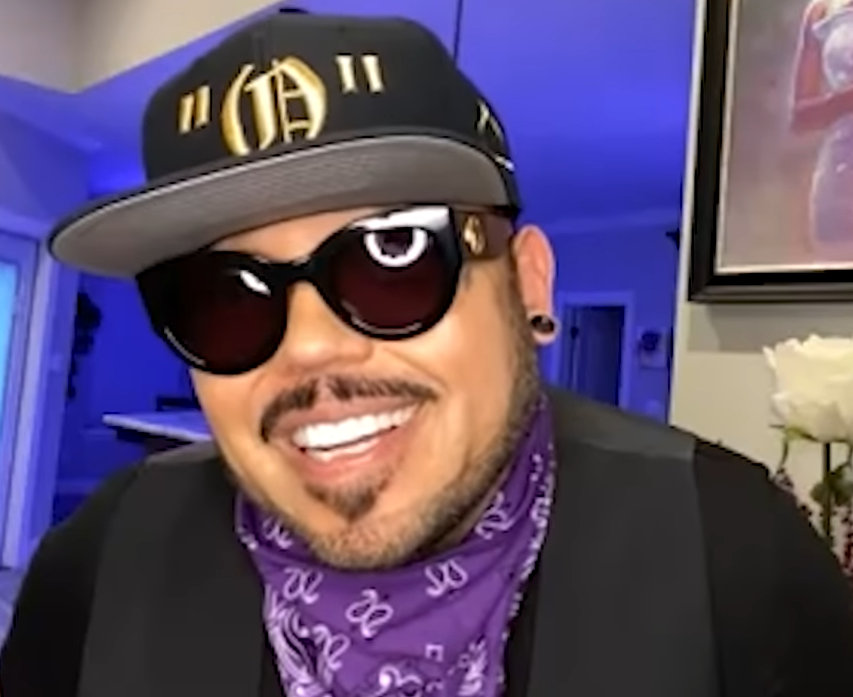
A. B. Quintanilla (en la foto) tardó 10 años en escribir «Como la flor», después de conceptualizar la canción en 1982.

Después de la recesión de Texas en 1981, el exmúsico Abraham Quintanilla buscó promover la banda de sus hijos, Selena y Los Dinos, como una forma de salir adelante tras ser desalojados de su hogar. En 1982, Selena y Los Dinos, junto con otras tres agrupaciones mexicanas, actuaron en un club nocturno en Sacramento, California. Tras la actuación, A. B. Quintanilla observó a una familia vendiendo flores de plástico iluminadas. Inspirado por la escena, A. B. concibió un ritmo repetitivo y el título provisional «flor», aunque el término «flor de plástico» no le resultaba atractivo para la letra. Con la visión de algún día crear una canción sobre una flor, se prometió a sí mismo convertir esa inspiración en realidad.
En 1992, tras una presentación en vivo, la banda pasó la noche en un hotel en Bryan, Texas, antes de su viaje programado a Houston al día siguiente. Mientras estaba en el hotel, A. B. fue invadido por una melodía irresistible que no podía apartar de su mente. Saltó de la ducha, tomó un teclado y comenzó a trabajar en la melodía junto con el vocalista de apoyo Pete Astudillo y el tecladista Joe Ojeda. A. B. tenía una idea para una canción desde hacía diez años, la cual compartió con Astudillo, quien inicialmente propuso un enfoque diferente basado en sus propias experiencias de vida. Astudillo creía que las letras resonarían más profundamente con el público si se basaban en emociones reales. A pesar de esto, A. B. se mantuvo fiel a su visión de una canción sobre alguien que recibe una flor marchita de su amante, como una analogía para el fin de una relación. Ambos decidieron escribir sobre una mujer desconsolada que deseaba lo mejor para su expareja, en lugar de retratar a alguien que estuviera mejor sin él. Astudillo relacionó la canción con una versión en español que antecede al sencillo «Someone like You» de Adele, lanzado en 2012.
A. B. tomó 20 minutos para componer la música y Astudillo empleó otra hora para completar la letra. Según el tecladista Ricky Vela, la canción se terminó en su ausencia, mientras él salía a cenar. Durante las sesiones de grabación, Selena se retiró del estudio antes de completar los coros. A. B. lamentó: «la chica se fue de repente, me dijo: “me voy, voy al centro comercial”». Sin embargo, A. B. revisó la melodía y agregó los toques finales al grabar él mismo los coros. El tecladista Joe Ojeda también participó en la disposición instrumental de «Como la flor». A. B. desarrolló una fórmula simple para escribir canciones como «Como la flor», que enfatizaba las líneas melódicas, ganchos de sintetizador y una instrumentación básica, creyendo que la simplicidad es «lo que vende». La grabación tuvo lugar en los estudios AMEN de Manny Guerra.

## Música y letra
Musicalmente, «Como la flor» es principalmente una balada de cumbia tejana, que la académica estadounidense Deborah Parédez describió como una fusión transnacional que combina ritmos tropicales y de cumbia con toques de reggae y pop. El periodista de música tejana Ramiro Burr se refirió a la pista como una «polka pop» que incorpora elementos de pop, disco y R&B. Aunque «Como la flor» es «igualmente pegajosa» que «La carcacha», se interpreta a un tempo más lento. Mike Hazelwood, de Tulare Advance - Register, describió la canción como una grabación tejana contagiosa que resulta atractiva para un público amplio, más allá de su género. La canción está escrita en la tonalidad de si bemol mayor y compuesta en un compás de 4/4, con un tempo «animado moderado» de 92 pulsaciones por minuto. La voz de Selena abarca desde F3 hasta B♭4, destacando su «característico ritmo de cumbia». La melodía es simple pero melancólica, lo que la convierte en una «balada desgarradora» según Chris Pérez, el viudo de Selena. Parédez también la describió como una «balada cautivadora», mientras que Nathan Smith, de Texas Music Magazine, la llamó una «balada tejana conmovedora con tintes de pop». La letra de la canción en su coro, con un estilo de llamada y respuesta, invita a la participación del público. La línea de bajo se describe como «enfática» y el ritmo como «irresistible», según Christian Wallace de Texas Monthly. «Como la flor» evoca «belleza y efimeridad», una conexión que las académicas Rosana Blanco-Cano y Rita E. Urquijo-Ruiz consideran un cliché debido a su título. Joey Guerra, del Houston Chronicle, elogió «Como la flor» por su sonido único en comparación con otras canciones en español. Incluye un ritmo bailable de cumbia pop con sintetizador y un sonido de teclado estilo banda. Selena «mezcla el vocalismo pop» y muestra una «cadencia de lamento» que es consistente con las canciones rancheras. En el San Antonio Express-News, Burr disfrutó el «gancho melódico memorable» de la canción, que él sentía «hacía que los oyentes la tararearan». Soraya Nadia McDonald, de The Washington Post, calificó «Como la flor» como una canción de «ritmo pegajoso irresistible».